# Юнацький чемпіонат світу із шахів

Олександр Бортник переможець у категорії до 18 років у 2014 році

Юнацький чемпіонат світу із шахів (англ. World Youth Chess Championship) — найбільше дитяче змагання з шахів, у якому беруть участь хлопчики та дівчатка у вікових категоріях до 8, 10 та 12 років, а також хлопці та дівчата у вікових категоріях до 14, 16 та 18 років.
Попередником юнацького чемпіонату світу був чемпіонат кадетів. Перший чемпіонат кадетів був проведений у Франції у 1974 році для шахістів віком до 18 років. У 1975 і 1976 роках також проходили змагання у категорії до 18 років. У 1976 році в чемпіонаті брали участь і дуже юні учасники, як, наприклад, Гаррі Каспаров (12+), так і учасники старше 18 років, але молодше 19-ти. У 1977 році турнір був зареєстрований ФІДЕ як Чемпіонат світу серед кадетів (до 17 років).
У 1981 році вікова межа була понижена до 16 років, за станом на початок року, у якому проходив турнір. Також цього року вперше було проведено окреме змагання серед дівчат.
У 1979 році, в міжнародний рік дитини, вперше пройшов «дитячий кубок світу» в категорії до 14 років. Він проводився чотири рази: у 1979, 1980, 1981 і 1984 роках. У 1985 році він був включений в першу редакцію турніру «Всесвітній юнацький шаховий фестиваль за мир». Згодом у нього були додані категорії до 10, до 12 та до 18 років. У 1987 році фестиваль включав категорії до 10, до 12, до 16 і до 18 років. При цьому турнір в категорії до 16 років проходив окремо. У 1988 році фестиваль включав категорії до 16 і до 18 років, але змагання проходили окремо. Так було до 1989 року, коли у Фестиваль були включені всі п'ять вікових категорій. Пізніше, категорії до 16 і до 18 років інколи грали окремо від останніх категорій, як це було у 1990, 1991, 1995 і 1997 роках.
У 1997 році назва турніру була змінена на «Юнацький чемпіонат світу із шахів». Вікова категорія до 8 років була вперше представлена на чемпіонаті 2006 року.

## Переможці у категорії до 18 років

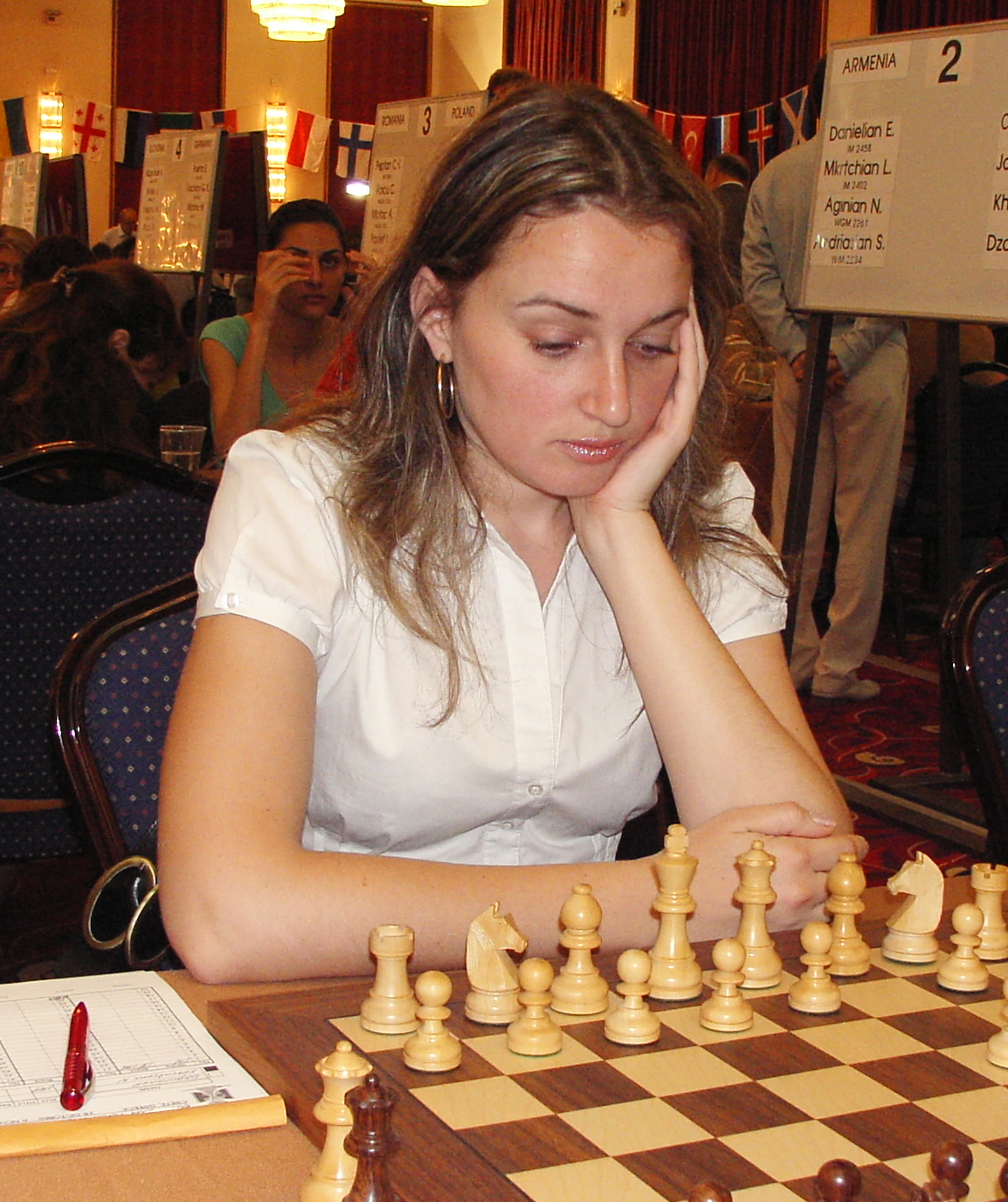
Інна Гапоненко переможниця у категорії до 18 років у 1994 році

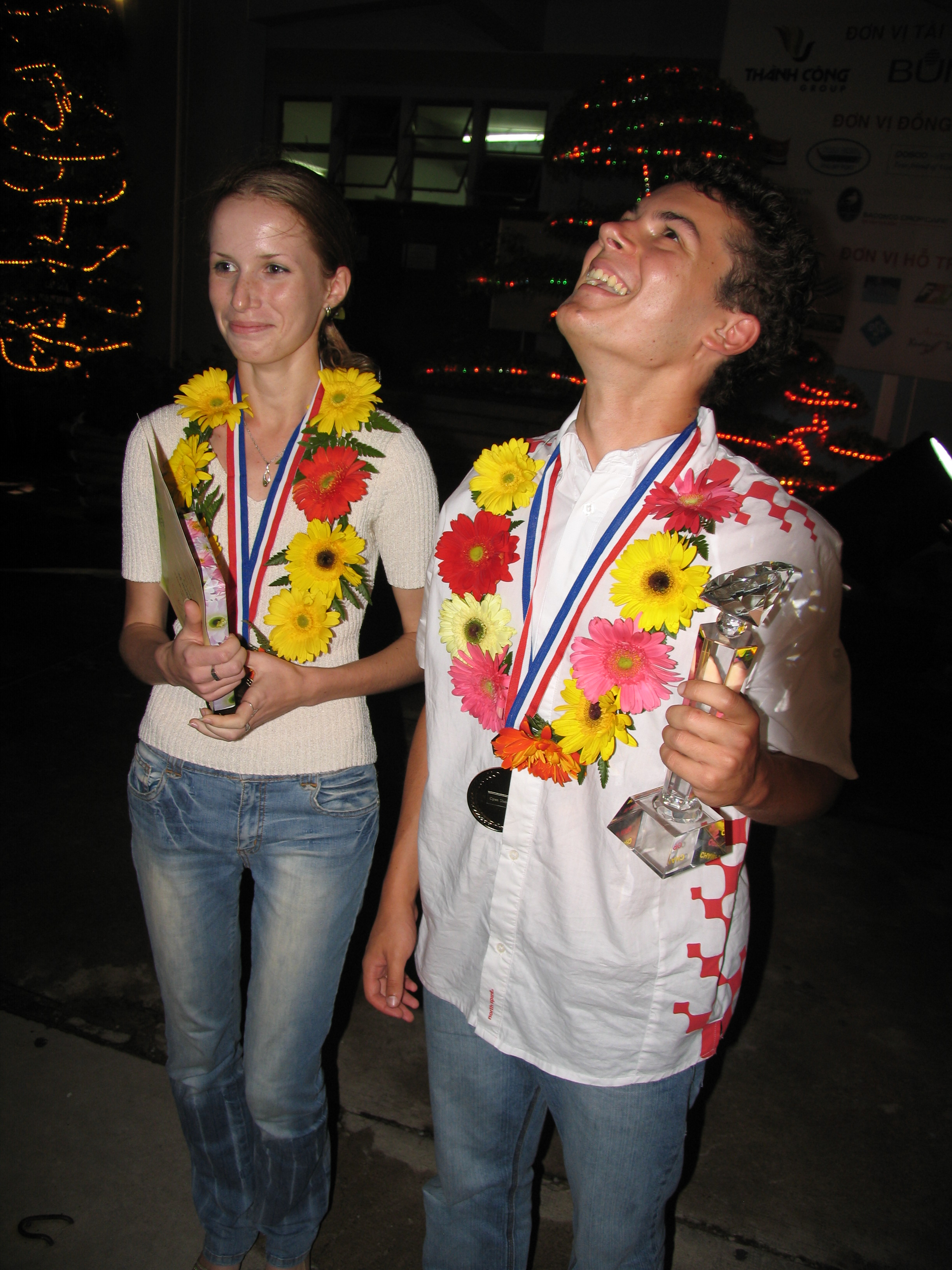
Іван Шаріч і Валентина Голубенко переможці у категорії до 18 років у 2008 році

| Рік  | Місце проведення          | Юнаки                                       | Дівчата                                      |
| ---- | ------------------------- | ------------------------------------------- | -------------------------------------------- |
| 1987 | Сан-Хуан (Пуерто-Ріко)    | Густаво Ернандес (Домініканська Республіка) | Хульда Фігуроа (Пуерто-Ріко)                 |
| 1988 | Агуаділья (Пуерто-Ріко)   | Майкл Хенніген (Англія)                     | Амелія Ернандес (Венесуела)                  |
| 1989 | Агуаділья (Пуерто-Ріко)   | Володимир Акопян (СРСР)                     | Катрін Алад'єва (Болгарія)                   |
| 1990 | Сінгапур (Сінгапур)       | Сергій Тівяков (СРСР)                       | Єлена Раду-Косма (Румунія)                   |
| 1991 | Гуарапуава (Бразилія)     | Володимир Крамник (СРСР)                    | Наташа Стрижак (Югославія)                   |
| 1992 | Дуйсбург (Німеччина)      | Костянтин Сакаєв (Росія)                    | Ілаха Кадимова (Азербайджан)                 |
| 1993 | Братислава (Словаччина)   | Золтан Алмаші (Угорщина)                    | Ілаха Кадимова (Азербайджан)                 |
| 1994 | Сегед (Угорщина)          | Петро Свідлер (Росія)                       | Інна Гапоненко (Україна)                     |
| 1995 | Гуарапуава (Бразилія)     | Роберт Кемпінський (Польща)                 | Коріна Пептан (Румунія)                      |
| 1996 | Кала-Галдана (Іспанія)    | Рафаель Лейтан (Бразилія)                   | Марта Зелінська (Польща)                     |
| 1997 | Єреван (Вірменія)         | Руслан Пономарьов (Україна)                 | Русудан Голетіані (Грузія)                   |
| 1998 | Орпеза (Іспанія)          | Ніколас Перт (Англія)                       | Рут Шелдон (Англія)                          |
| 1999 | Орпеза (Іспанія)          | Дмитро Кокарєв (Росія)                      | Рамасвамі Аарті (Індія)                      |
| 2000 | Орпеза (Іспанія)          | Франсіско Вальєхо Понс (Іспанія)            | Зейнаб Мамед'ярова (Азербайджан)             |
| 2001 | Орпеза (Іспанія)          | Дмитро Яковенко (Росія)                     | Софіо Гветадзе (Грузія)                      |
| 2002 | Іракліон (Греція)         | Ференц Беркеш (Угорщина)                    | Елізабет Петц (Німеччина)                    |
| 2003 | Халкідіки (Греція)        | Шахріяр Мамед'яров (Азербайджан)            | Нана Дзагнідзе (Грузія)                      |
| 2004 | Іракліон (Греція)         | Радослав Войташек (Польща)                  | Йоланта Завадська (Польща)                   |
| 2005 | Бельфор (Франція)         | Ільдар Хайруллін (Росія)                    | Мака Пурцеладзе (Грузія)                     |
| 2006 | Батумі (Грузія)           | Арік Браун (Німеччина)                      | Харіка Дронаваллі (Індія)                    |
| 2007 | Кемер/Анталія (Туреччина) | Іван Попов (Росія)                          | Валентина Гуніна (Росія)                     |
| 2008 | Вунгтау (В'єтнам)         | Іван Шаріч (Хорватія)                       | Валентина Голубенко (Хорватія)               |
| 2009 | Анталія (Туреччина)       | Максим Матлаков (Росія)                     | Ольга Гиря (Росія)                           |
| 2010 | Порто Каррас (Греція)     | Стівен Зірк (США)                           | Нармін Кязімова (Азербайджан)                |
| 2011 | Калдас-Новас (Бразилія)   | Самвел Тер-Саакян (Вірменія)                | Мері Арабідзе (Грузія)                       |
| 2012 | Марибор (Словенія)        | Даріуш Свєрч (Польща)                       | Олександра Горячкіна (Росія)                 |
| 2013 | Аль-Айн (ОАЕ)             | Пуя Ідані (Іран)                            | Лідія Томнікова (Росія)                      |
| 2014 | Дурбан (ПАР)              | Олександр Бортник (Україна)                 | Дінара Садуакасова (Казахстан)               |
| 2015 | Порто Каррас (Греція)     | Масуд Мосадехпур (Іран)                     | М.Махалакшмі (Індія)                         |
| 2016 | Ханти-Мансійськ (Росія)   | Мануель Петросян (Вірменія)                 | Ставрула Цолакіду (Греція)                   |
| 2017 | Монтевідео (Уругвай)      | Хосе Едуардо Мартінес (Перу)                | Лаура Унук (Словенія)[1]                     |
| 2018 | Халкідіки (Греція)        | Віктор Газік (Словаччина)                   | Поліна Шувалова (Росія)                      |
| 2019 | Мумбай (Індія)            | Рамешбабу Прагнанандха (Індія)              | Поліна Шувалова (Росія)                      |
| 2020 | онлайн                    | Ніхал Сарін (Індія)                         | Карісса Їп (США)                             |
| 2021 | онлайн                    | Ніколаос Спіропулос (Греція)                | Бейдуллаева Говхар Камран-кизи (Азербайджан) |
| 2022 | Мамая (Румунія)           | Шон Родріг-Лем'є (Канада)                   | Маріам Мкртчян (Вірменія)                    |

## Переможці турнірів кадетів і у категорії до 16 років

### Неофіційна категорія до 18 років (кадети)
| Рік  | Місце проведення           | Юнаки                    |
| ---- | -------------------------- | ------------------------ |
| 1974 | Пон-Сент-Максанс (Франція) | Джонатан Местел (Англія) |
| 1975 | Крей (Франція)             | Дейвід Гудмен (Англія)   |
| 1976 | Ваттіні (Франція)          | Нір Грінберг (Ізраїль)   |

### Категорія до 17 років
| Рік  | Місце проведення          | Юнаки                       |
| ---- | ------------------------- | --------------------------- |
| 1977 | Кань-сюр-Мер (Франція)    | Йон Арнасон (Ісландія)      |
| 1978 | Сас-ван-Гент (Нідерланди) | Пол Мотвані (Шотландія)     |
| 1979 | Бельфор (Франція)         | Марсело Темпоне (Аргентина) |
| 1980 | Гавр (Франція)            | Валерій Салов (СРСР)        |

### Категорія до 16 років

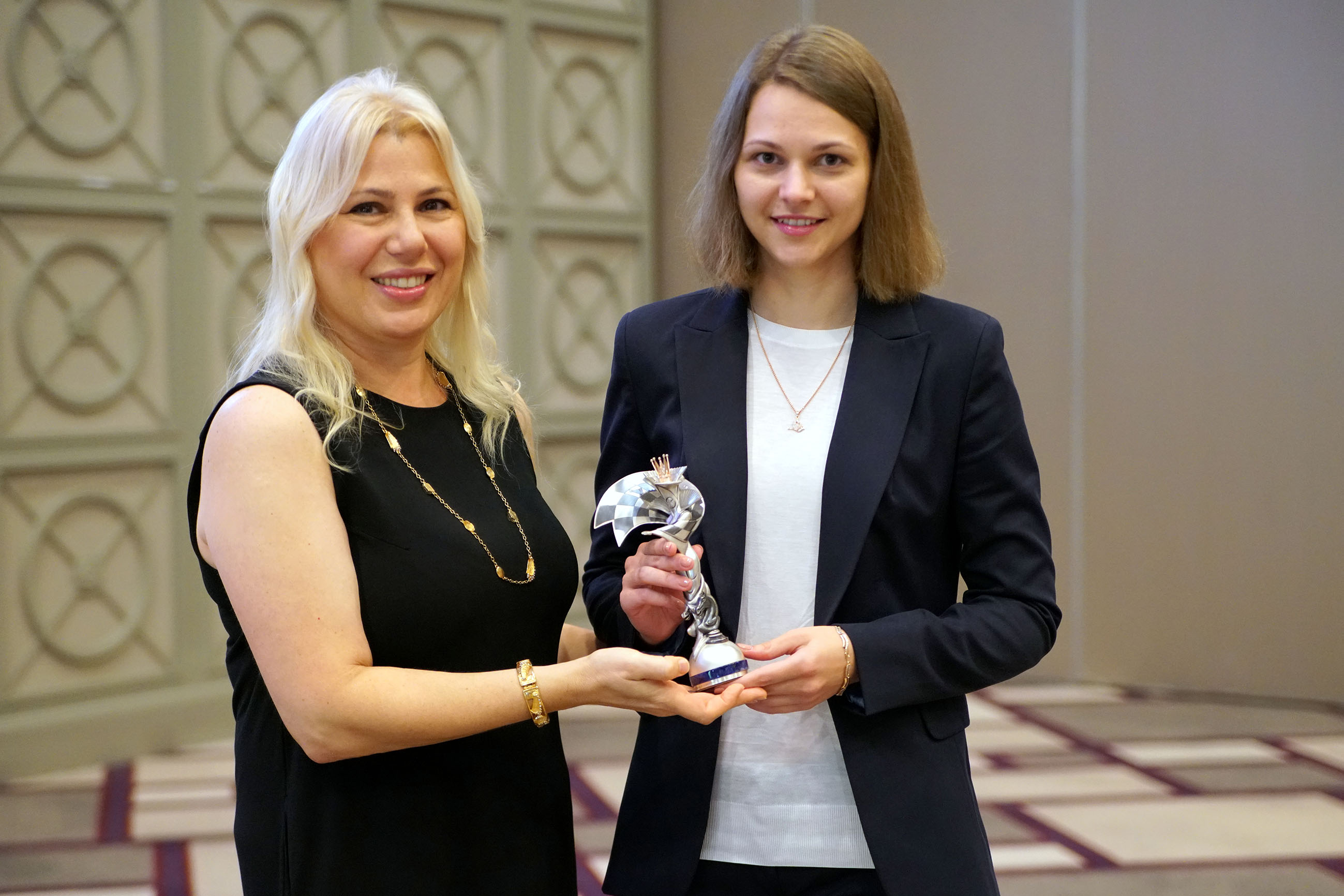
Сьюзен Полгар та Анна Музичук переможниці у категорії до 16 років (фото 2018 р.)

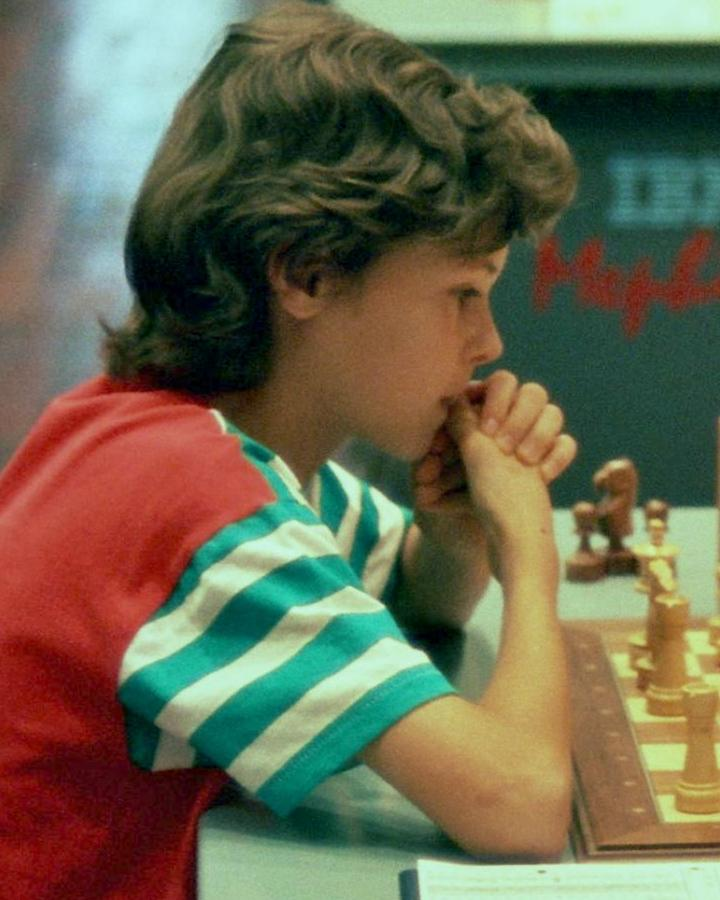
Петер Леко переможець у категорії до 16 років у 1994 році

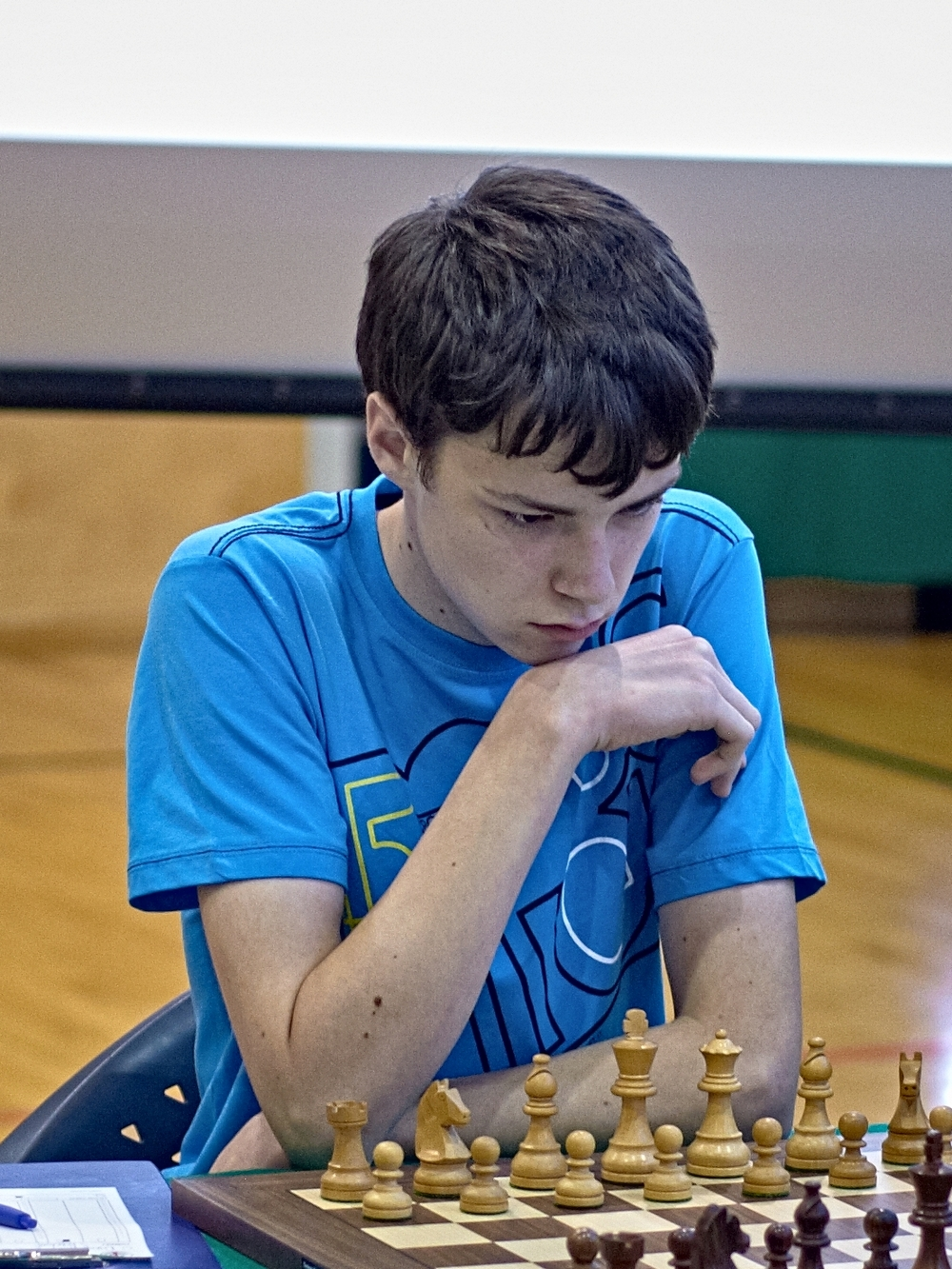
Каміль Драгун переможець у категорії до 16 років у 2010 році

| Рік  | Місце проведення            | Юнаки                                  | Дівчата                         |
| ---- | --------------------------- | -------------------------------------- | ------------------------------- |
| 1981 | Ембасль (Аргентина)         | Стюарт Конквест (Англія)               | Сьюзен Полгар (Угорщина)        |
| 1982 | Гуаякіль (Еквадор)          | Євген Барєєв (СРСР)                    | не проводився                   |
| 1983 | Букараманґа (Колумбія)      | Олексій Дрєєв (СРСР)                   | не проводився                   |
| 1984 | Шампіньї-сюр-Марн (Франція) | Олексій Дрєєв (СРСР)                   | Ільдіко Мадл (Угорщина)         |
| 1985 | Петах-Тіква (Ізраїль)       | Едуардо Рохас Сепулведа (Чилі)         | Мірьяна Маріч (Югославія)       |
| 1986 | Ріо-Гальєгос (Аргентина)    | Володимир Акопян (СРСР)                | Катрін Аладьова (Болгарія)      |
| 1987 | Інсбрук (Австрія)           | Ханнес Стефанссон (Ісландія)           | Аліса Галлямова (СРСР)          |
| 1988 | Тімішоара (Румунія)         | Олексій Широв (СРСР)                   | Аліса Галлямова (СРСР)          |
| 1989 | Агуаділья (Пуерто-Рико)     | Сергій Тівяков (СРСР)                  | Кристина Домбровська (Польща)   |
| 1990 | Сінгапур (Сінгапур)         | Костянтин Сакаєв (СРСР)                | Теа Ланчава (СРСР)              |
| 1991 | Гуарапуава (Бразилія)       | Даршан Кумаран (Англія)                | Ніно Хурцидзе (СРСР)            |
| 1992 | Дуйсбург (Німеччина)        | Ронен Хар-Цві (Ізраїль)                | Ельміра Скрипченко (Молдова)    |
| 1993 | Братислава (Словаччина)     | Дао Тхьен Хай (В'єтнам)                | Еліна Даніелян (Вірменія)       |
| 1994 | Сегед (Угорщина)            | Петер Леко (Угорщина)                  | Наталія Жукова (Україна)        |
| 1995 | Гуарапуава (Бразилія)       | Хрвое Стевіч (Хорватія)                | Русудан Голетіані (Грузія)      |
| 1996 | Кала-Галдана (Іспанія)      | Алік Гершон (Ізраїль)                  | Анна Зозуля (Україна)           |
| 1997 | Єреван (Вірменія)           | Левенте Вайда (Румунія)                | Сюй Юаньюань (Китай)            |
| 1998 | Орпеза (Іспанія)            | Ібрагім Хамракулов (Узбекистан)        | Ван Юй (Китай)                  |
| 1999 | Орпеза (Іспанія)            | Леонід Кріц (Німеччина)                | Сопіко Хухашвілі (Грузія)       |
| 2000 | Орпеза (Іспанія)            | Звіад Ізорія (Грузія)                  | Сопіко Хухашвілі (Грузія)       |
| 2001 | Орпеза (Іспанія)            | Костянтин Шанава (Грузія)              | Нана Дзагнідзе (Грузія)         |
| 2002 | Іракліон (Греція)           | Леван Панцулая (Грузія)                | Тамара Чистякова (Росія)        |
| 2003 | Халкідіки (Греція)          | Боркі Предоєвич (Боснія і Герцеговина) | Поліна Малишева (Росія)         |
| 2004 | Іракліон (Греція)           | Максим Родштейн (Ізраїль)              | Бела Хотенашвілі (Грузія)       |
| 2005 | Бельфор (Франція)           | Олександр Лендерман (США)              | Анна Музичук (Словенія)         |
| 2006 | Батумі (Грузія)             | Яцек Томчак (Польща)                   | Софіко Гурамішвілі (Грузія)     |
| 2007 | Кемер/Анталія (Туреччина)   | Йоан-Крістьян Кіріле (Румунія)         | Кеті Цацалашвілі (Грузія)       |
| 2008 | Вунгтау (В'єтнам)           | Башкаран Адгібан (Індія)               | Назі Паікідзе (Грузія)          |
| 2009 | Анталія (Туреччина)         | Панаяппан Сетхураман (Індія)           | Дейсі Корі Тельо (Перу)         |
| 2010 | Порто Каррас (Греція)       | Каміль Драгун (Польща)                 | Анастасія Зезюлькіна (Білорусь) |
| 2011 | Калдас-Новас (Бразилія)     | Хорхе Корі Тельо (Перу)                | Анастасія Зезюлькіна (Білорусь) |
| 2012 | Марибор (Словенія)          | Юрій Єлісєєв (Росія)                   | Анна Стяжкіна (Росія)           |
| 2013 | Аль-Айн (ОАЕ)               | Муралі Картікеян (Індія)               | Гу Тяньлу (Китай)               |
| 2014 | Дурбан (ПАР)                | Алан Пічот (Аргентина)                 | Лаура Унук (Словенія)           |
| 2015 | Порто Каррас (Греція)       | Ровен Фогель (Німеччина)               | Ставрула Цолакіду (Греція)      |
| 2016 | Ханти-Мансійськ (Росія)     | Айк Мартіросян (Вірменія)              | Ааканкша Хагаване (Індія)       |
| 2017 | Монтевідео (Уругвай)        | Андрій Єсипенко (Росія)                | Энні Ван (США)                  |
| 2018 | Халкідіки (Греція)          | Шант Саргсян (Вірменія)                | Annmarie Muetsch (Німеччина)    |
| 2019 | Мумбай (Індія)              | Рудік Макарян (Росія)                  | Лея Гаріфулліна (Росія)         |
| 2020 | онлайн                      | Фредерік Сване (Німеччина)             | Ракшитта Раві (Індія)           |
| 2021 | онлайн                      | Володар Мурзін (Росія)                 | Ксенія Балабаєва (Казахстан)    |
| 2022 | Мамая (Румунія)             | Пранав Ананд (Індія)                   | Мунхзул Даваахуу (Монголія)     |

## Переможці у категорії до 14 років

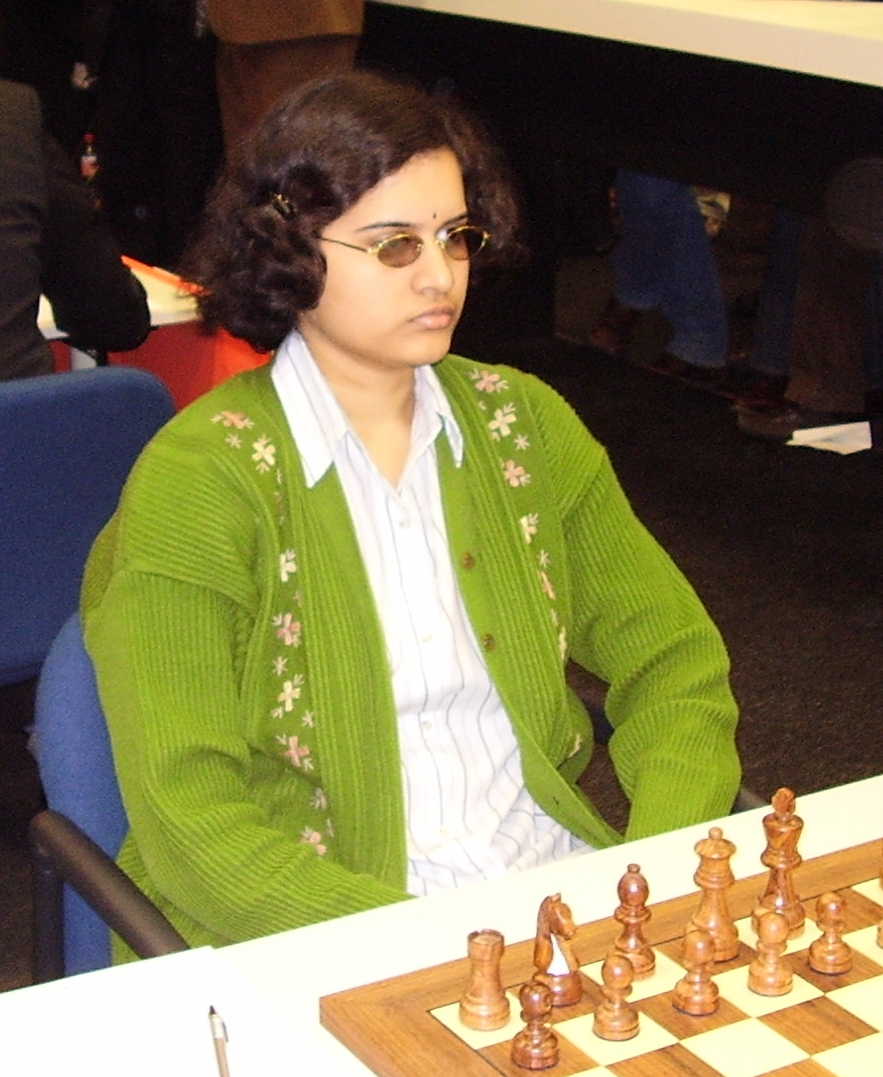
Гампі Конеру переможниця у категорії до 14 років (2000 р.)

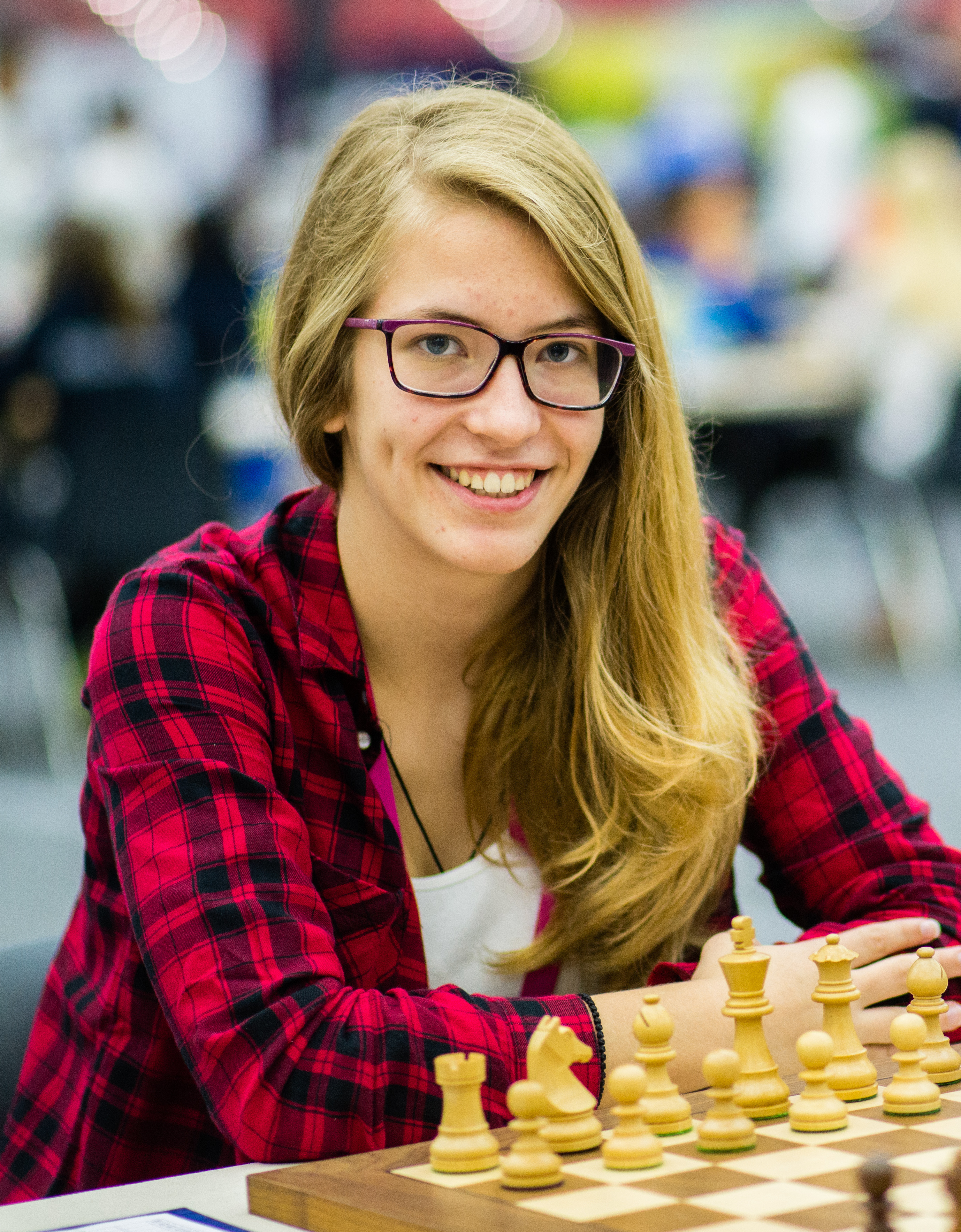
Ставрула Цолакіду переможниця у категорії до 14 років (2013 р.)

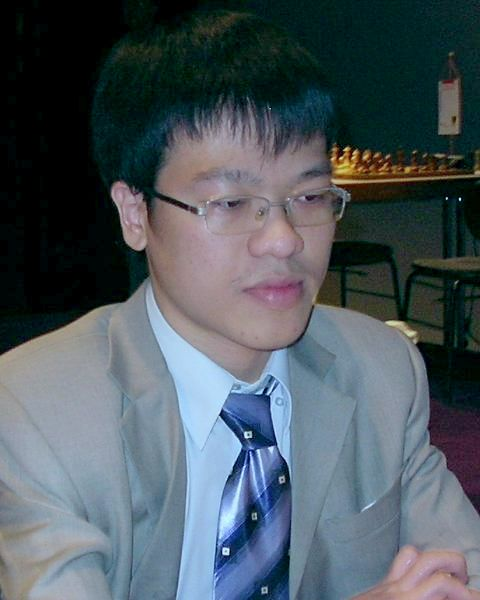
Ле Куанг Льєм переможець у категорії до 14 років у 2005 році

| Рік  | Місце проведення              | Юнаки                               | Дівчата                          |
| ---- | ----------------------------- | ----------------------------------- | -------------------------------- |
| 1979 | Вікторія-де-Дуранго (Мексика) | Міролюб Лазіч (Югославія)           |                                  |
| 1980 | Мазатлан (Мексика)            | Хуліо Гранда Сун'їга (Перу)         |                                  |
| 1981 | Халапа-Енрикес (Мексика)      | Саеед-Ахмед Саеед (ОАЕ)             |                                  |
| 1984 | Ломас-де-Самора (Аргентина)   | Люїс Комас Фабрего (Іспанія)        |                                  |
| 1985 | Ломас-де-Самора (Аргентина)   | Ілля Гуревич (США)                  | Сандра Вільєгас (Аргентина)      |
| 1986 | Сан-Хуан (Пуерто-Ріко)        | Жоель Лотьє (Франція)               | Софія Полгар (Угорщина)          |
| 1987 | Сан-Хуан (Пуерто-Ріко)        | Мірослав Марковіч (Югославія)       | Кеті Хаслінгер (Англія)          |
| 1988 | Тімішоара (Румунія)           | Еран Лісс (Ізраїль)                 | Теа Ланчава (СРСР)               |
| 1989 | Агуаділья (Пуерто-Ріко)       | Веселин Топалов (Болгарія)          | Анна Сегал (СРСР)                |
| 1990 | Фон-дю-Лак (США)              | Юдіт Полгар (Угорщина)              | Діана Дарчія (СРСР)              |
| 1991 | Варшава (Польща)              | Марцін Камінський (Польща)          | Коріна Пептан (Румунія)          |
| 1992 | Дуйсбург (Німеччина)          | Юрій Тихонов (Білорусь)             | Еліна Даніелян (Вірменія)        |
| 1993 | Братислава (Словаччина)       | Володимир Малахов (Росія)           | Рут Шелдон (Англія)              |
| 1994 | Сегед (Угорщина)              | Алік Гершон (Ізраїль)               | Дорота Іванюк (Польща)           |
| 1995 | Сан Лоренсу (Бразилія)        | Валер'ян Гапріндашвілі (Грузія)     | Сюй Юаньюань (Китай)             |
| 1996 | Кала-Галдана (Іспанія)        | Габріел Саркісян (Вірменія)         | Ван Юй (Китай)                   |
| 1997 | Канни (Франція)               | Сергій Григор'янц (Росія)           | Ана Матнадзе (Грузія)            |
| 1998 | Орпеза (Іспанія)              | Бу Сянчжі (Китай)                   | Надія Косинцева (Росія)          |
| 1999 | Орпеза (Іспанія)              | Захар Єфименко (Україна)            | Чжао Сюе (Китай)                 |
| 2000 | Орпеза (Іспанія)              | Олександр Арещенко (Україна)        | Гампі Конеру (Індія)             |
| 2001 | Орпеза (Іспанія)              | Віктор Ердьош (Угорщина)            | Саломе Мелія (Грузія)            |
| 2002 | Іракліон (Греція)             | Лука Леніч (Словенія)               | Лаура Рогуле (Латвія)            |
| 2003 | Халкідіки (Греція)            | Сергій Жигалко (Білорусь)           | Валентина Гуніна (Росія)         |
| 2004 | Іракліон (Греція)             | Ільдар Хайруллін (Росія)            | Харіка Дронаваллі (Індія)        |
| 2005 | Бельфор (Франція)             | Ле Куанг Льєм (В'єтнам)             | Олена Таїрова (Росія)            |
| 2006 | Батумі (Грузія)               | Васіф Дурарбейлі (Азербайджан)      | Клаудія Кулон (Польща)           |
| 2007 | Кемер/Анталія (Туреччина)     | Санан Сюгіров (Росія)               | Назі Пайкідзе (Грузія)           |
| 2008 | Вунгтау (В'єтнам)             | Відіт Сантош Гуджраті (Індія)       | Падміні Рут (Індія)              |
| 2009 | Анталія (Туреччина)           | Хорхе Корі Тельо (Перу)             | Марсель Ефроїмскі (Ізраїль)      |
| 2010 | Порто Каррас (Греція)         | Кянан Іззет (Азербайджан)           | Дінара Садуакасова (Казахстан)   |
| 2011 | Калдас-Новас (Бразилія)       | Кирило Алексєєнко (Росія)           | Олександра Горячкіна (Росія)     |
| 2012 | Марибор (Словенія)            | Кейден Трофф (США)                  | Мугунда Махалакшмі (Індія)       |
| 2013 | Аль-Айн (ОАЕ)                 | Ді Лі (Китай)                       | Ставрула Цолакіду (Греція)       |
| 2014 | Дурбан (ПАР)                  | Лю Янь (Китай)                      | Чжоу Ціюй (Канада)               |
| 2015 | Порто Каррас (Греція)         | Шамсіддін Вохідов (Узбекистан)      | Рамешбабу Вайшалі (Індія)        |
| 2016 | Ханти-Мансійськ (Росія)       | Семен Ломасов (Росія)               | Чжу Цзінер (Китай)               |
| 2017 | Монтевідео (Уругвай)          | Дамбасурен Батсурен (Монголія)      | Д.Джустіна (Індія)               |
| 2018 | Халкідіки (Греція)            | Педро Антоніо Гінес Естео (Іспанія) | Нінг Кайї (Китай)                |
| 2019 | Мумбай (Індія)                | Айдин Сулейманли (Азербайджан)[2]   | Меруерт Камаліденова (Казахстан) |
| 2020 | онлайн                        | Гукеш Доммараджу (Індія)            | Елін Руберс (Нідерланди)         |
| 2021 | онлайн                        | Едіз Гурел (Туреччина)              | Жока Гааль (Угорщина)            |
| 2022 | Мамая (Румунія)               | Ilamparthi A R (Індія)              | Заріна Нургалієва (Казахстан)    |

## Переможці у категорії до 12 років

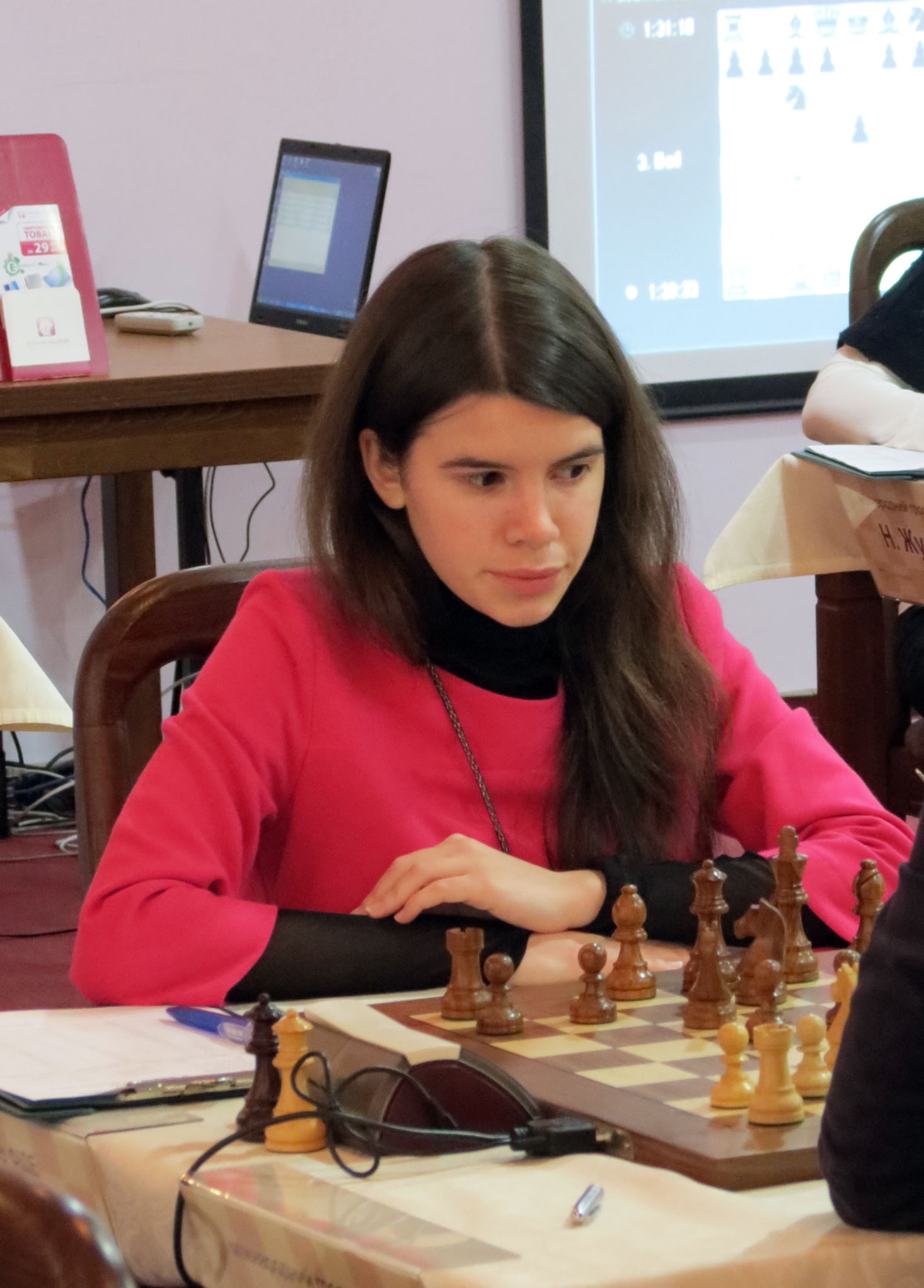
Юлія Осьмак переможниця у категорії до 12 років (2010 р.)

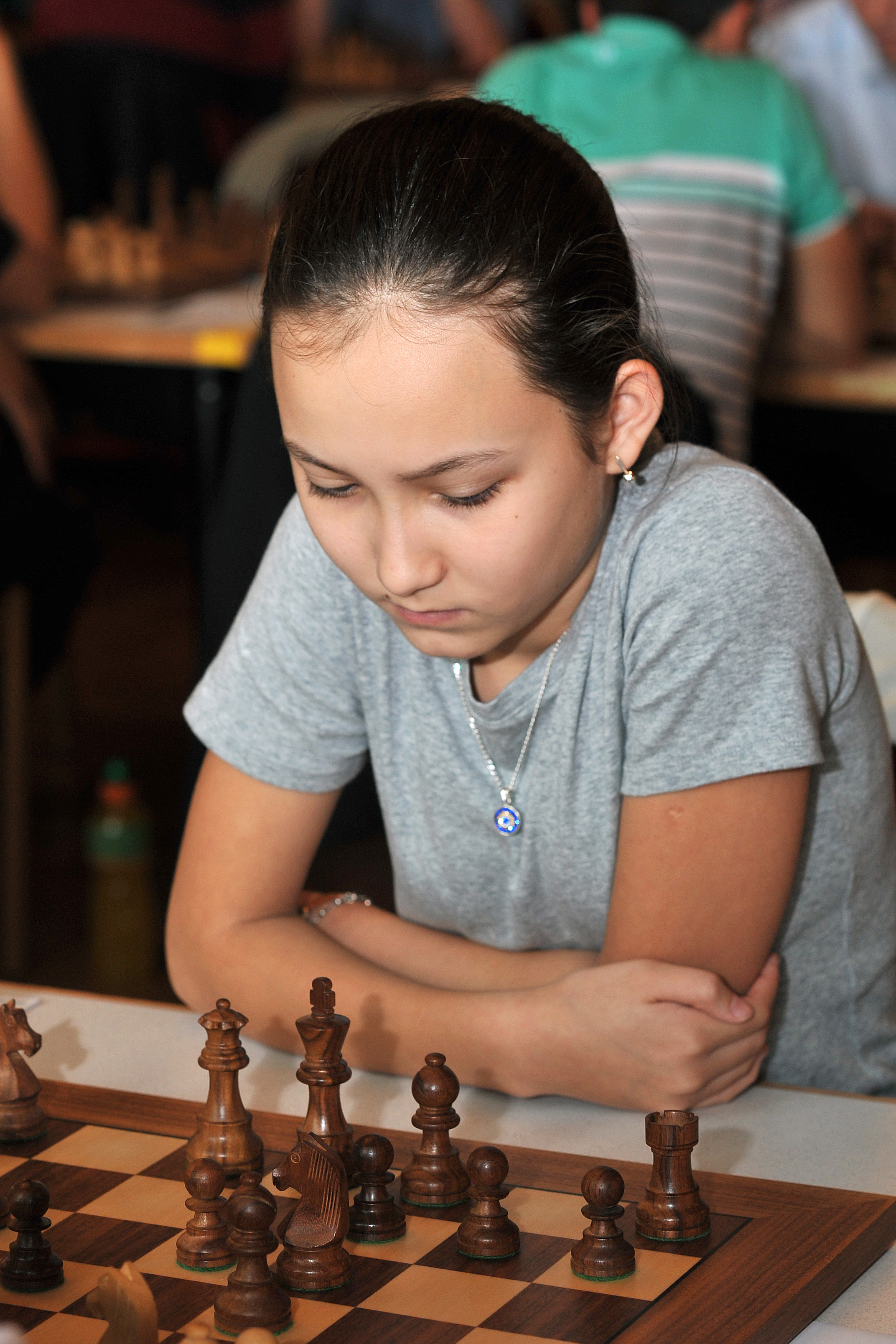
Жансая Абдумалік переможниця у категорії до 12 років (2011 р.)

| Рік  | Місце проведення                 | Хлопці                          | Дівчата                                  |
| ---- | -------------------------------- | ------------------------------- | ---------------------------------------- |
| 1986 | Сан-Хуан (Пуерто-Ріко)           | Даршан Кумаран (Англія)         | Далінес Борхес (Пуерто-Ріко)             |
| 1987 | Сан-Хуан (Пуерто-Ріко)           | Хедінн Стейнгрімссон (Ісландія) | Івонн Кравець (США)                      |
| 1988 | Тімішоара (Румунія)              | Юдіт Полгар (Угорщина)          | Чжу Чень (Китай)                         |
| 1989 | Агуаділья (Пуерто-Ріко)          | Марцін Камінський (Польща)      | Діана Дарчія (СРСР)                      |
| 1990 | Фон-дю-Лак (США)                 | Борис Аврух (СРСР)              | Коріна Пептан (Румунія)                  |
| 1991 | Варшава (Польща)                 | Рафаель Лейтан (Бразилія)       | Даліа Блімке (Польща)                    |
| 1992 | Дуйсбург (Німеччина)             | Георгій Бахтадзе (Грузія)       | Івета Радзієвич (Польща)                 |
| 1993 | Братислава (Словаччина)          | Євген Шапошніков (Росія)        | Євгенія Часовнікова (Росія)              |
| 1994 | Сегед (Угорщина)                 | Левон Аронян (Вірменія)         | Нгуен Тхі Зунг (В'єтнам)                 |
| 1995 | Сан Лоренсу (Бразилія)           | Етьєн Бакро (Франція)           | Вікторія Чміліте-Нільсен (Литва)         |
| 1996 | Кала-Галдана (Іспанія)           | Каміль Мітонь (Польща)          | Олександра Костенюк (Росія)              |
| 1997 | Канни (Франція)                  | Олександр Рязанцев (Росія)      | Чжао Сюе (Китай)                         |
| 1998 | Орпеза (Іспанія)                 | Теймур Раджабов (Азербайджан)   | Гампі Конеру (Індія)                     |
| 1999 | Орпеза (Іспанія)                 | Ван Юе (Китай)                  | Нана Дзагнідзе (Грузія)                  |
| 2000 | Орпеза (Іспанія)                 | Діп Сенгупта (Індія)            | Атуса Пуркашіян (Іран)                   |
| 2001 | Орпеза (Іспанія)                 | Сергій Карякін (Україна)        | Шень Ян (Китай)                          |
| 2002 | Іракліон (Греція)                | Ян Непомнящий (Росія)           | Тань Чжун'ї (Китай)                      |
| 2003 | Халкідіки (Греція)               | Вей Ченьпен (Китай)             | Дін Їсінь (Китай)                        |
| 2004 | Іракліон (Греція)                | Чжао Нань (Китай)               | Клаудія Кулон (Польща)                   |
| 2005 | Бельфор (Франція)                | Срінат Нараянан (Індія)         | Мері Арабідзе (Грузія)                   |
| 2006 | Батумі (Грузія)                  | Роберт Агасарян (Вірменія)      | Маріам Данелія (Грузія)                  |
| 2007 | Кемер/Анталія (Туреччина)        | Дениел Народіцький (США)        | Марсель Ефроїмскі (Ізраїль)              |
| 2008 | Вунгтау (В'єтнам)                | Саянтан Дас (Індія)             | Чжай Мо (Китай)                          |
| 2009 | Анталія (Туреччина)              | Боббі Чен (Австралія)           | Сарасадат Хадем (Іран)                   |
| 2010 | Порто Каррас (Греція)[3]         | Вей Ї (Китай)                   | Юлія Осьмак (Україна)                    |
| 2011 | Калдас-Новас (Бразилія)          | Муралі Картікеян (Індія)        | Жансая Абдумалік (Казахстан)             |
| 2012 | Марибор (Словенія)               | Самуель Севян (США)             | Рамеш Вайшалі (Індія)                    |
| 2013 | Аль-Айн (ОАЕ)                    | Арам Акопян (Вірменія)          | Шенсінь Чжао (Китай)                     |
| 2014 | Дурбан (ПАР)                     | Нгуен Ань Хой (В'єтнам)         | Дженніфер Ю (США)                        |
| 2015 | Порто Каррас (Греція)            | Махаммад Мурадлі (Азербайджан)  | Нургюль Салімова (Болгарія)              |
| 2016 | Батумі (Грузія)                  | Нікіль Кумар (США)              | Бібісара Асаубаєва (Росія)               |
| 2017 | Посус-ді-Калдас (Бразилія)[4]    | Цай Вінсент (США)               | Дів'я Дешмух (Індія)                     |
| 2018 | Сантьяго-де-Компостела (Іспанія) | Гукеш Доммараджу (Індія)        | Савіта Шрі Б (Індія)                     |
| 2019 | Вейфан (Китай)                   | Чжоу Ліран (США)                | Галина Міхеєва (Росія)                   |
| 2020 | Online                           | Дімітар Мардов (США)            | Еліс Лі (США)                            |
| 2021 | Online                           | Ігор Самуненков (Україна)       | Еліс Лі (США)                            |
| 2022 | Батумі (Грузія)                  | Артем Усков (ФІДЕ)              | Shubhi Gupta (Індія)                     |
| 2023 | Шарм-еш-Шейх (Єгипет)            | Khuong Duy Dau (В'єтнам)        | Devindya Oshini Gunawardhana (Шрі-Ланка) |

## Переможці у категорії до 10 років

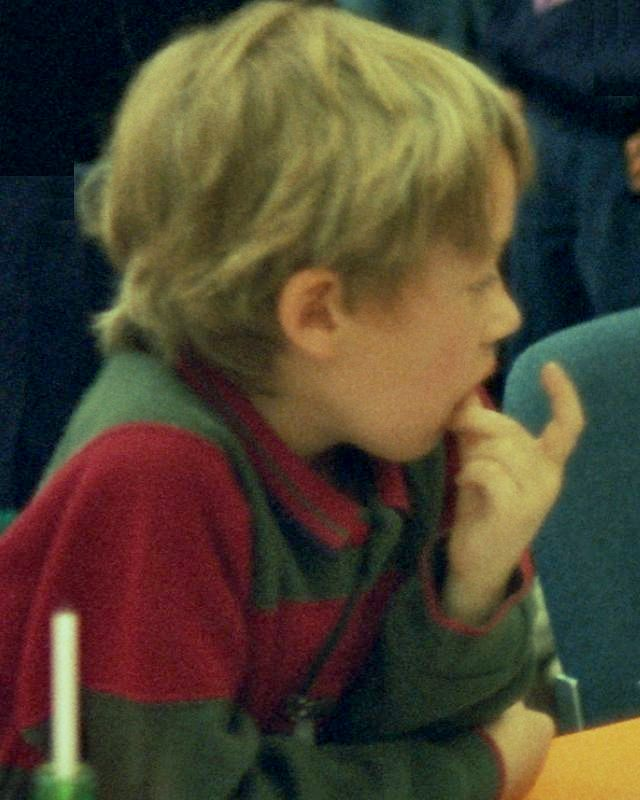
Люк Макшейн (1992 р.)

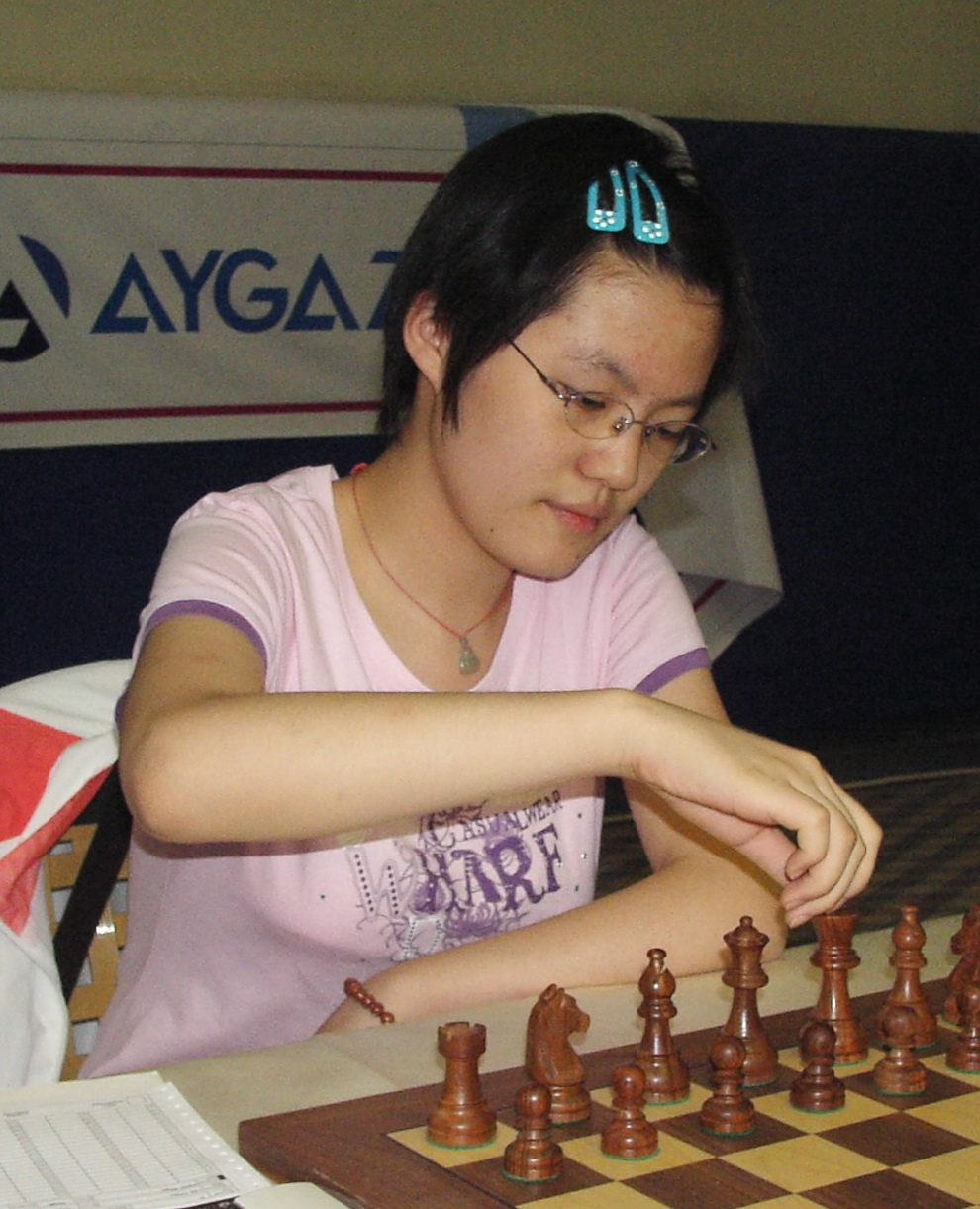
Хоу Іфань переможниця у категорії до 10 років (2003 р.)

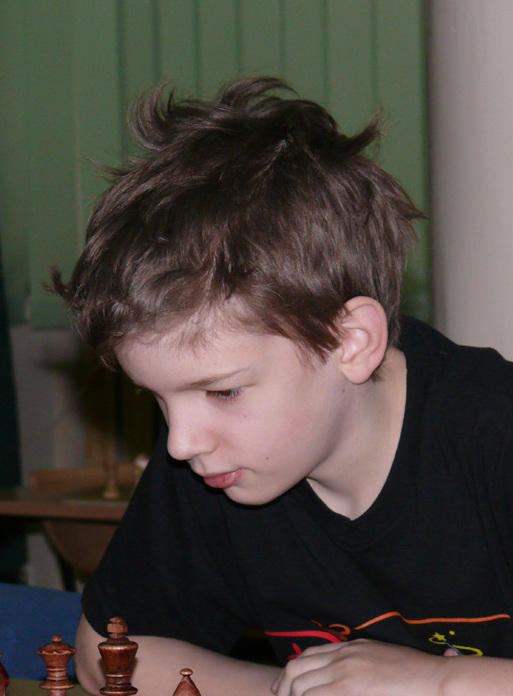
Ян-Кшиштоф Дуда (2008 р.)

| Рік  | Місце проведення                 | Хлопці                                     | Дівчата                               |
| ---- | -------------------------------- | ------------------------------------------ | ------------------------------------- |
| 1986 | Сан-Хуан (Пуерто-Ріко)           | Джеффрі Сарвер (Канада)                    | Юлія Сарвер (Канада)                  |
| 1987 | Сан-Хуан (Пуерто-Ріко)           | Джон Вілорія (США)                         | С'юзан Урмінська (США)                |
| 1988 | Тімішоара (Румунія)              | Хорхе Хасбун (Гондурас) Джон Вілорія (США) | Коріна Пептан (Румунія)               |
| 1989 | Агуаділья (Пуерто-Ріко)          | Ірвін Ірнанді (Індонезія)                  | Антоанета Стефанова (Болгарія)        |
| 1990 | Фон-дю-Лак (США)                 | Науроз Фар Нур (США)                       | Евевін Ромеро (Еквадор)               |
| 1991 | Варшава (Польща)                 | Адрієн Леруа (Франція)                     | Кармен Войку (Румунія)                |
| 1992 | Дуйсбург (Німеччина)             | Люк Макшейн (Англія)                       | Парвана Ісмаїлова (Азербайджан)       |
| 1993 | Братислава (Словаччина)          | Етьєн Бакро (Франція)                      | Ана Матнадзе (Грузія)                 |
| 1994 | Сегед (Угорщина)                 | Сергій Грищенко (Росія)                    | Світлана Чередниченко (Україна)       |
| 1995 | Сан Лоренсу (Бразилія)           | Борис Грачов (Росія)                       | Аліна Моток (Румунія)                 |
| 1996 | Кала-Галдана (Іспанія)           | Пентала Харікрішна (Індія)                 | Марія Курсова (Росія)                 |
| 1997 | Канни (Франція)                  | Джавад АлавІ (Іран)                        | Гампі Конеру (Індія)                  |
| 1998 | Орпеза (Іспанія)                 | Євген Романов (Росія)                      | Віра Небольсіна (Росія)               |
| 1999 | Орпеза (Іспанія)                 | Дмитро Андрейкін (Росія)                   | Катерина Лагно (Україна)              |
| 2000 | Орпеза (Іспанія)                 | Нгуен Нгок Чионг Шон (В'єтнам)             | Тань Чжун'ї (Китай)                   |
| 2001 | Орпеза (Іспанія)                 | Тамаш Фодор (Угорщина)                     | Тань Чжун'ї (Китай)                   |
| 2002 | Іракліон (Греція)                | Ельтадж Сафарлі (Азербайджан)              | Лара Шток (Хорватія)                  |
| 2003 | Халкідіки (Греція)               | Санан Сюгіров (Росія)                      | Хоу Іфань (Китай)                     |
| 2004 | Іракліон (Греція)                | Юй Ян'ї (Китай)                            | Мері Арабідзе (Грузія)                |
| 2005 | Бельфор (Франція)                | Сахай Гровер (Індія)                       | Ван Цзюе (Китай)                      |
| 2006 | Батумі (Грузія)                  | Кушік Гіріш (Індія)                        | Чоллеті Сахаясрі (Індія)              |
| 2007 | Кемер/Анталія (Туреччина)        | Ван Тон Сень (Китай)                       | Анна Стяжкіна (Росія)                 |
| 2008 | Вунгтау (В'єтнам)                | Ян-Кшиштоф Дуда (Польща)                   | Олександра Горячкіна (Росія)          |
| 2009 | Анталія (Туреччина)              | Бай Цзіньші (Китай)                        | Гюнай Мамедзаде (Азербайджан)         |
| 2010 | Порто Каррас (Греція)            | Джейсон Цао (Канада)                       | Даваадемберел Номін-Ердене (Монголія) |
| 2011 | Калдас-Новас (Бразилія)          | Чжу І (Китай)                              | Олександра Оболенцева (Росія)         |
| 2012 | Марибор (Словенія)               | Нгуен Ань Хой (В'єтнам)                    | Нутаккі Пріянка (Індія)               |
| 2013 | Аль-Айн (ОАЕ)                    | Авондер Лян (США)                          | Саїна Салоніка (Індія)                |
| 2014 | Дурбан (ПАР)                     | Нихал Сарин (Індія)                        | Дів'я Дешмух (Індія)                  |
| 2015 | Порто Каррас (Греція)            | Рамешбабу Прагнанандха (Індія)             | Раві Ракшитта (Індія)                 |
| 2016 | Батумі (Грузія)                  | Илля Маковєєв (Росія)                      | Рошель Ву (США)                       |
| 2017 | Посус-ді-Калдас (Бразилія)       | Чжоу Ліран (США)                           | Вей Яцін (Китай)                      |
| 2018 | Сантьяго-де-Компостела (Іспанія) | Джин Юехен (Китай)                         | Саманта Едітсо (Індонезія)            |
| 2019 | Вейфан (Китай)                   | Савва Ветохін (Росія)                      | Еліс Лі (США)                         |
| 2020 | Online                           | Sina Movahed (Іран)                        | Omya Vidyarthi (США)                  |
| 2021 | Online                           | Яґиз Каан Ердогмуш (Туреччина)             | Діана Преображенська (Росія)          |
| 2022 | Батумі (Грузія)                  | Давид Лакан Рус (Франція)                  | Ніка Венська (ФІДЕ)                   |
| 2023 | Шарм-еш-Шейх (Єгипет)            | Даніс Куандикули (Казахстан)               | Tianhao Xue (Китай)                   |

## Переможці у категорії до 8 років

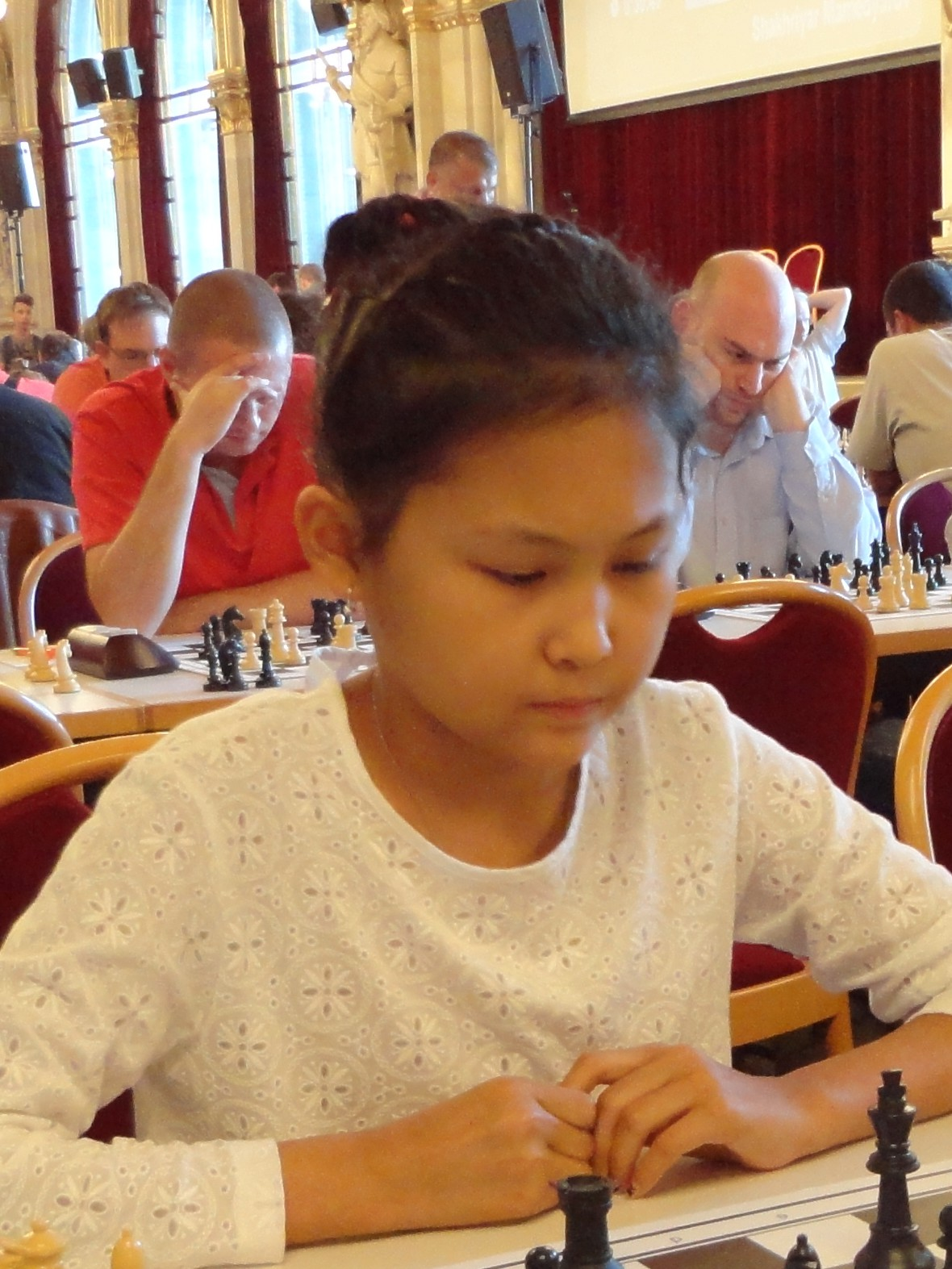
Бібісара Асаубаєва (чемпіонка 2008 р.)

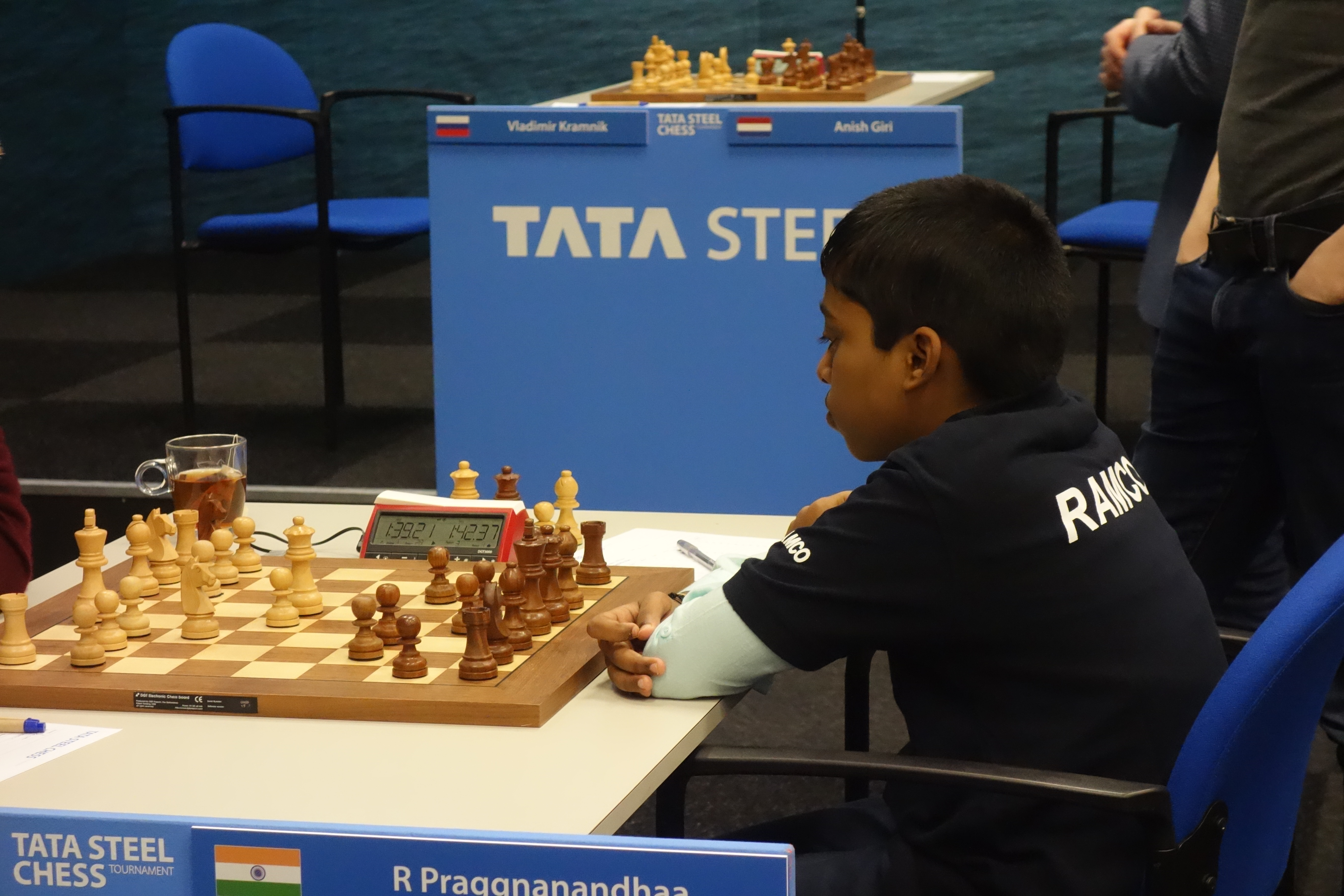
Рамешбабу Прагнанандха (чемпіон 2013 р.)

| Рік  | Місце проведення                 | Хлопці                              | Дівчата                        |
| ---- | -------------------------------- | ----------------------------------- | ------------------------------ |
| 2006 | Батумі (Грузія)                  | Ченнамсетті Мохінееш (Індія)        | Івана Марія Фуртадо (Індія)    |
| 2007 | Кемер/Анталія (Туреччина)        | Костянтин Савєнков (Росія)          | Івана Марія Фуртадо (Індія)    |
| 2008 | Вунгтау (В'єтнам)                | Чан Мінь Тханг (В'єтнам)            | Жансая Абдумалік (Казахстан)   |
| 2009 | Анталія (Туреччина)              | Арьян Голамі (Іран)                 | Чу Руотонг (Китай)             |
| 2010 | Порто Каррас (Греція)            | Абдулла Гадімбейлі (Азербайджан)    | Лі Юнчан (Китай)               |
| 2011 | Калдас-Новас (Бразилія)          | Авондер Лян (США)                   | Бібісара Асаубаєва (Казахстан) |
| 2012 | Марибор (Словенія)               | Нодірбек Абдусатторов (Узбекистан)  | Мотахаре Асаді (Іран)          |
| 2013 | Аль-Айн (ОАЕ)                    | Рамешбабу Прагнанандха (Індія)      | Хармоні Чжу (Канада)           |
| 2014 | Дурбан (ПАР)                     | Ілля Маковєєв (Росія)               | Мунхзул Даваахуу (Монголія)    |
| 2015 | Порто Каррас (Греція)            | Х. Бхарат Субраманіям (Індія)       | Нгуен Ле Кем Хіен (В'єтнам)    |
| 2016 | Батумі (Грузія)                  | Шажелді Курбандурдєв (Туркменістан) | Айша Закірова (Казахстан)      |
| 2017 | Посус-ді-Калдас (Бразилія)       | Емрікіан Арен С (США)               | Альсеркаль Ровда Есса (ОАЕ)    |
| 2018 | Сантьяго-де-Компостела (Іспанія) | Юврадж Ченнаредді (США)             | Чжао Юньцін (Китай)            |
| 2019 | Вейфан (Китай)                   | Артем Лебедєв (Росія)               | Юань Жилін (Китай)             |
| 2020 | не проводився                    |                                     |                                |
| 2021 | не проводився                    |                                     |                                |
| 2022 | Батумі (Грузія)                  | Marc Llari (Франція)                | Charvi A (Індія)               |
| 2023 | Шарм-еш-Шейх (Єгипет)            | Роман Шогджиєв (ФІДЕ)               | Бодхана Шиванандан (Англія)    |

## Див.також
- Юнацький чемпіонат Європи із шахів
- Чемпіонат світу із шахів серед юніорів